# Propaganda (Film)
Propaganda ist ein türkischer Spielfilm aus dem Jahr 1999 von Sinan Çetin nach dessen eigenem Drehbuch. Die Tragikomödie ist der letzte Film mit dem beliebten türkischen Komiker Kemal Sunal und war ein großer Erfolg in der Türkei, erhielt aber auch international elf Auszeichnungen. 
In Deutschland wurde der Film von Warner Bros. verliehen und zum Box-Office-Hit. 2016 wurde ein Nachfolgefilm unter dem Titel Propaganda 2 in der Türkei veröffentlicht. 

## Inhalt
Die Handlung spielt 1948. Grenzschutzoffizier Mehdi wird beauftragt, durch sein Heimatdorf die bis dahin unsichtbare Grenze zu Syrien zu ziehen. Diese Aufgabe vollzieht er ohne Rücksichten auf reale Gegebenheiten, denn die Dörfler, die fortan durch eine Grenzstation und einen Zaun getrennt werden sollen, sehen sich seit jeher als ein Volk. Pässe haben die meisten auch nicht. Kapitale Probleme entstehen: Der Arzt kann nicht mehr alle Kranken versorgen, der Lehrerin wird der Weg zur Schule verwehrt, Familien, Freunde und Liebende werden getrennt. Davon ist selbst Mehdis Sohn, dessen Verlobte im anderen Teil des Dorfes wohnt, betroffen...

## Kritik
Die auf einer wahren Begebenheit basierende Geschichte werde Silvia Hallensleben zufolge „ganz altmodisch und mit einigem Augenzwinkern (...) erzählt. Mit ihrer antiobrigkeitsstaatlichen Stoßrichtung ist diese politische Parabel eine bissige Attacke, nicht nur gegen den türkischen Nationalismus. Leider kommt Propaganda - konträr zum eigenen Anspruch - ganz schön patriarchal daher. Wie Regisseur und Autor Sinan Cetin seine Heldinnen narrativ der Beschwörung von Vater-Sohn-Männer-Freundschaften unterordnet, hinterlässt einen schalen Nachgeschmack.“